# Piezogaster indecora
Piezogaster indecora är en insektsart som först beskrevs av Francis Walker 1871.
Piezogaster indecora ingår i släktet Piezogaster och familjen bredkantskinnbaggar. Inga underarter finns listade i Catalogue of Life.